# حمیدآباد (کنارک)
حمیدآباد، روستایی در دهستان بانسنت بخش مرکزی شهرستان کنارک در استان سیستان و بلوچستان ایران است.

## جمعیت
بر پایه سرشماری عمومی نفوس و مسکن در سال ۱۳۹۵، جمعیت این روستا برابر با ۱٬۱۲۶ نفر (۲۶۴ خانوار) بوده‌است.